# 埃尔格斯堡
埃尔格斯堡（德語：Elgersburg）是德国图林根州的市镇，隶属于伊尔姆县。总面积为9.49平方千米，截至2023年12月31日总人口为1,214人。